# Americas Rugby League Championship 2018
El Americas Rugby League Championship 2018 fue la tercera edición del torneo de rugby league.
Se disputó en la localidad de Jacksonville, Estados Unidos.
El campeón fue Jamaica clasificando por primera vez a la  Copa Mundial de Rugby League de 2021, mientras que el segundo lugar fue para Estados Unidos quien disputará el repechaje intercontinental.
Fue la primera ocasión en la que participó la Selección de rugby league de Chile.

## Equipos participantes
- Canadá
- Chile
- Estados Unidos
- Jamaica

## Resultados

### Semifinales
| 13 de noviembre de 2018 | Estados Unidos | 62 - 0 | Chile | Jacksonville, Estados Unidos |  |

| 13 de noviembre de 2018 | Canadá | 8 - 38 | Jamaica | Jacksonville, Estados Unidos |  |

### Tercer Puesto
| 17 de noviembre de 2018 | Chile | 12 - 62 | Canadá | Jacksonville, Estados Unidos |  |

### Primer Puesto
| 17 de noviembre de 2018 | Estados Unidos | 10 - 16 | Jamaica | Jacksonville, Estados Unidos |  |

| Bandera de Jamaica |
| Campeón Jamaica    |
| Primer título      |